# Guerra árabe-israelí de 1948
La guerra árabe-israelí de 1948, conocida en Israel como la guerra de la Independencia (hebreo: מלחמת העצמאות) o guerra de Liberación (hebreo: מלחמת השחרור), sucedida desde mayo de 1948 hasta mediados de 1949, fue el primero de una serie de conflictos armados que enfrentaron al Estado de Israel y a sus vecinos árabes, en lo que se conoce globalmente como el conflicto árabe-israelí. Para el pueblo palestino esta guerra marcó el comienzo de lo que denominan la Nakba (en árabe النكبة, ‘La catástrofe’, o 'el desastre').
Las Naciones Unidas acordaron la partición del Mandato Británico de Palestina en dos estados: uno judío, con el 55 % por ciento del territorio (incluyendo por completo el desierto del Néguev), y otro árabe, con el resto del territorio excepto el área circundante de Jerusalén y Belén, que sería considerada una zona internacionalizada. Esta resolución fue aceptada por los dirigentes judíos, pero rechazada por las organizaciones paramilitares sionistas y por los árabes en su conjunto.
Dicho mandato expiró el 15 de mayo de 1948. En la tarde del 14 de mayo, había sido proclamada por David Ben-Gurión la independencia de Israel en Tel Aviv, y la nueva nación fue reconocida rápidamente por los Estados Unidos, la Unión Soviética y muchos otros países. El mismo día de la retirada británica de la región, tropas egipcias, iraquíes, libanesas, sirias y transjordanas, apoyadas por voluntarios libios, saudíes y yemeníes, comenzaron la invasión del recién proclamado estado judío.

## Contexto

### Antecedentes
Tras la derrota del Imperio otomano en la Primera Guerra Mundial, la Sociedad de las Naciones garantizó a británicos y franceses la administración temporal de las provincias otomanas. Estas regiones, que bajo el dominio otomano se denominaban valiatos, quedaron divididas en mandatos: Francia pasó a controlar el de Siria, mientras que el Reino Unido administró los mandatos de Mesopotamia (posteriormente Irak) y el de Palestina. 
En noviembre de 1917, durante la Primera Guerra Mundial el gobierno británico realiza la Declaración Balfour en la que anuncia su apoyo al pueblo judío para el establecimiento de un «hogar nacional» en la región de Palestina. El texto traducido de la declaración es el siguiente:

El Gobierno de Su Majestad contempla con beneplácito el establecimiento en Palestina de un hogar nacional para el pueblo judío y hará uso de sus mejores esfuerzos para facilitar la realización de este objetivo, entendiéndose claramente que no se hará nada que pueda perjudicar los derechos civiles y religiosos de las comunidades no judías existentes en Palestina, o los derechos y el estatus político de los judíos en cualquier otro país.

Las fronteras del Mandato Británico de Palestina fueron revisadas repetidamente bajo la dirección de Winston Churchill, se dividió posteriormente a su vez en dos áreas: la parte al este del río Jordán se conoció como Transjordania (que en 1950 pasaría a nombrarse como Jordania), mientras que el área occidental siguió conservando el nombre de Palestina.
En 1922 la población del mandato (incluyendo Transjordania) estaba conformada por 589 200 musulmanes, 83 000 judíos, 71 500 cristianos y 7600 de otras confesiones. Durante todos estos años la inmigración judía fue aumentando, en gran parte debido a la persecución que los judíos sufrían en Europa. Esta inmigración, junto con los continuos llamamientos para el establecimiento de un estado judío en Palestina, no fue bien recibida por los árabes. 
Bajo el mando de Amin al-Husayni, el gran muftí de Jerusalén, los árabes locales se rebelaron contra los británicos y atacaron repetidamente a la creciente población judía. Estos ataques dieron lugar a diversos disturbios como el motín de Palestina de 1920, el motín de Jaffa de 1921 o el motín palestino de 1929, en el que 135 judíos fueron asesinados en Hebrón y alrededores.

### Gran Revuelta Árabe y sus consecuencias
En abril de 1936, los dirigentes árabes en el Mandato Británico de Palestina, encabezados por Amin al-Husayni, declararon una huelga general para protestar contra la inmigración judía. Alrededor de un mes después del inicio de la huelga general, estos dirigentes declararon la negativa a pagar impuestos como oposición explícita a la inmigración judía, lo que dio comienzo a una insurrección armada. Así, dicha insurrección empezó siendo esporádica, volviéndose más organizada con el tiempo, llegándose a prolongar hasta 1939. Cuando el orden se estableció en marzo de ese mismo año, más de 5000 árabes, 400 judíos y 200 británicos habían muerto.
Los ataques árabes a la población judía durante esta revuelta tuvieron tres efectos: en primer lugar, dieron lugar a la formación y desarrollo de milicias paramilitares judías de autodefensa como la Haganá, que en la guerra de 1948 resultó ser decisiva. En segundo lugar, quedó patente que ni judíos ni árabes podrían convivir en un mismo estado, tomando forma la idea de la partición del territorio en dos estados. Por último, los británicos promulgaron el Libro Blanco de 1939, que restringía severamente la inmigración judía, lo que provocó que segmentos de la población judía se radicalizaran y se negaran a colaborar con los británicos.

### Ocaso del dominio colonial en la región
Mientras tanto, las naciones árabes comenzaron a deshacerse del dominio colonial. Transjordania, bajo el dominio de la dinastía hachemita de Abdullah, declaró su independencia de Gran Bretaña en 1946. Los británicos pusieron al hermanastro de Abdullah, Faysal, en el trono de Irak. En 1945 Egipto negociaba los términos de su independencia. Líbano sería un estado independiente en 1943, si bien los franceses no retiraron sus tropas hasta 1946, el mismo año que Siria declaró su independencia también de Francia.

Plan de partición para Palestina

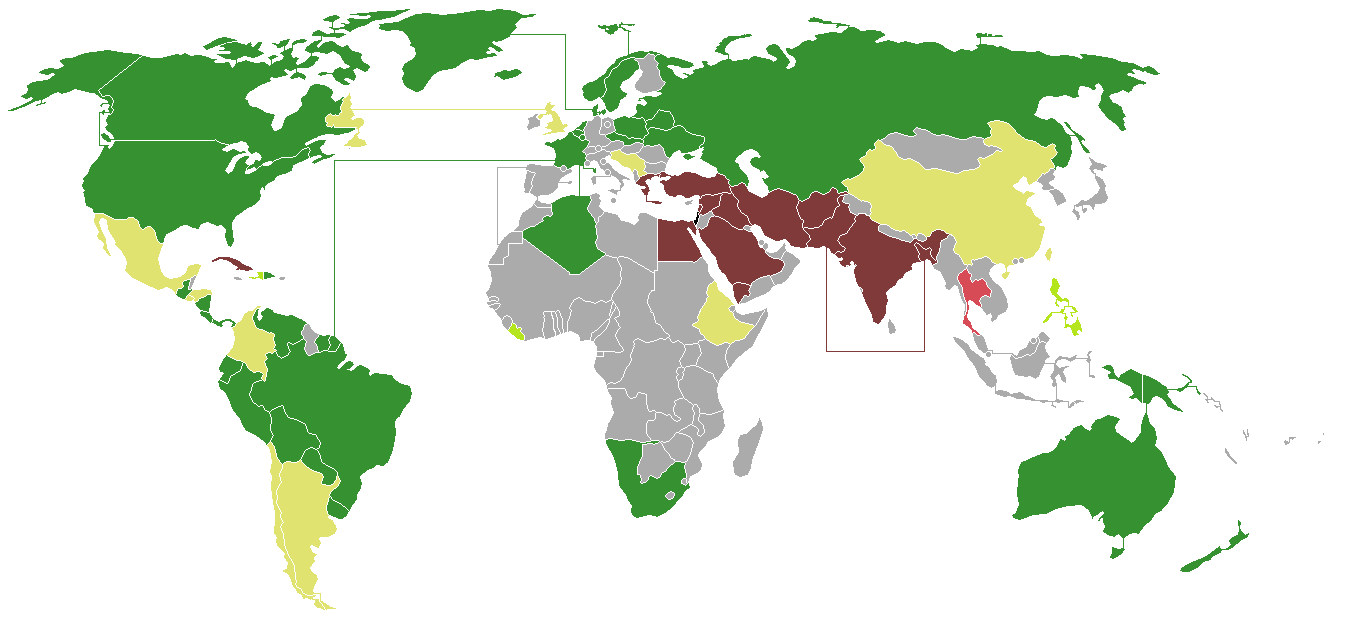
A favor (verde oscuro), en contra (marrón), abstenciones (verde claro) y ausentes (rojo) en la resolución 181

### Plan de Partición de la ONU
El 29 de noviembre de 1947 la Asamblea General de las Naciones Unidas aprobó la Resolución 181 que ponía fin al Mandato Británico de Palestina y que dividía el territorio en dos estados: uno judío y otro árabe. Jerusalén y Belén, debido a su importancia histórico-religiosa, permanecerían como zona internacional administrada por la ONU. Aunque tanto judíos como árabes criticaron determinados aspectos del plan, pues era territorialmente poco viable para ambos, fue recibido con entusiasmo por la mayoría de la población judía, incluyendo la Agencia Judía. Sin embargo, fue considerado inaceptable por parte de los estados árabes vecinos y de los propios árabes que vivían en Palestina.
La resolución 181 de la ONU otorgó a las aspiraciones sionistas aval jurídico y legitimación moral para constituir su propio Estado pero en modo alguno aseguraba su realización, ya que en aquel entonces la ONU no contaba con ninguna clase de fuerza armada capaz de garantizar sus propias decisiones. Tampoco Estados Unidos, que creía ver veleidades filosoviéticas en Ben Gurión y en el Mapai, estaba dispuesto a apoyar el envío de un contingente internacional e incluso embargó la venta de armas a Palestina. Ante el cariz violento de los hechos, llegó a plantearse el aplazamiento del Plan. Por su parte, la única potencia colonial en la zona, Reino Unido, se inhibió en la complicada tarea de hacer cumplir el plan de partición e, incluso, en ciertos momentos lo boicoteó, oponiéndose a todo mandato internacional que redujese su influencia en la zona. Todos esos factores adversos al plan de partición se unían a la abierta oposición árabe y arabopalestina, que tildaba la decisión de la ONU de «injusta [e] ilegal» y se empleaba en su retórica bélica advirtiendo que, de llevarse a cabo, provocaría la guerra.
La URSS fue la única potencia que apoyó decididamente el mantenimiento firme del plan aprobado, oponiéndose a la marcha atrás de Estados Unidos en aquellos meses que transcurrieron entre la resolución de la ONU y el final del mandato británico. La URSS confiaba en poder establecer un Estado satélite en la zona, afín al bloque socialista. En estrecho contacto con la Agencia Judía, impidió que ninguna otra resolución de la Asamblea General se opusiese al Plan de Partición. Así, Andréi Gromiko al frente de la delegación soviética, declaró el 23 de marzo de 1948: «El único medio de reducir el baño de sangre es la creación rápida y efectiva de dos Estados en Palestina». Para entonces, los dirigentes de la Agencia Judía y del yishuv tenían perfectamente claro que la creación del Estado no podía depender exclusivamente de la vía diplomática, sino de la firme determinación de los propios sionistas para llevarlo a cabo.

## Balance inicial de fuerzas

### Armamento
| Tipo              | Fuerzas Árabes | IDF |
| ----------------- | --- | --- |
| Carros de combate | Matilda II Renault R40 M4 Sherman M13/40 Tanque ligero Mk VI | Mk VIII Cromwell Hotchkiss H35 M4 Sherman                                                                   |
| Vehículos         | Universal Carrier Marmon-Herrrington Carden-Loyd Mk.VI M3 Scout Car Automóvil blindado Humber | Universal Carrier Automóvil blindado Daimler Semioruga M3 Semioruga M5                                      |
| Artillería        | Morteros cañones autopropulsados improvisados utilizados por los sirios en 1948-1949 obuses alemanes de 150 mm montados sobre tractores oruga Lorraine 37L Cañón QF de 2 libras armas contracarro | Morteros morteros británicos de 2 pulgadas (51 mm) obuses franceses de 65 mm                                |
| Aeronaves         | Supermarine Spitfire Macchi M.C.205 Douglas C-47 Dakota Short Stirling Fiat G.55 Avro Anson Hawker Hurricane North American T-6 Texan                                                             | Supermarine Spitfire Avia S-199 Boeing B-17 Flying Fortress North American P-51 Mustang Douglas C-47 Dakota |
| Armas ligeras     | Lee-Enfield Ametralladora ligera Bren Sten | Mauser Kar 98k                                                                                              |

### Fuerzas del Yishuv
En noviembre de 1947, la Haganá contaba con una fuerza móvil, Hish, compuesta por 20 000 soldados y 10 000 reservistas (con edades comprendidas entre los 18 y 25 años) y una unidad de élite, Palmaj, compuesta por 2100 soldados y 1000 reservistas. Todas estas unidades estaban respaldadas por una fuerza de guardia (Heil Mishmar) compuesta por hombres y mujeres de más de 25 años. Así las fuerzas del yishuv ascendían a cerca 35 000 soldados: de 15 000 a 18 000 soldados de la Haganá más la fuerza de guardia, unos 20 000. Los otros dos grupos clandestinos, Irgún y Lehi, contaban con 2000 y 500 miembros respectivamente. Cabría añadir, además, a aquellos soldados que lucharon en el ejército británico durante la Segunda Guerra Mundial y que no sirvieron en ninguna de las milicias sionistas clandestinas, pero que prestaron apoyo logístico y experiencia durante la guerra.
Para septiembre de 1947, la Haganá poseía 10.489 fusiles, 702 ametralladoras ligeras, 2.666 subfusiles, 186 ametralladoras medias, 672 morteros de 50 mm y 92 morteros de 76 mm, más las capturadas al enemigo durante los primeros meses de hostilidades. Además, entre octubre de 1947 y julio de 1948, el Yishuv fabricó 3 millones de cartuchos 9 x 19 Parabellum, 150 000 granadas Mills, 16 000 subfusiles Sten y 210 morteros. Se calcula que antes de que llegaran armas de Checoslovaquia como parte de la operación Balak, solo uno de cada tres soldados estaba armado, excepto en el Palmaj que eran dos de cada tres. Hay que añadir que, inicialmente, la Haganá no contaba con artillería, vehículos blindados, armas contracarro o antiaéreas.

### Fuerzas árabes

#### Fuerzas árabe-palestinas
Por parte de los árabes, existían dos organizaciones paramilitares formadas por jóvenes: una fiel a Husayni, Futuwa y otra anti-Husayni, Najjada («cuerpos auxiliares»). Estos grupos contaban con alrededor de 12 000 voluntarios.
En diciembre, Abd-al Qadir Husseini llegó a Jerusalén con cientos de combatientes que habían sido entrenados en Siria y que formaban el Santo Ejército. 
En cuanto al equipamiento de las fuerzas palestinas, este era muy pobre. Los británicos confiscaron gran parte de su arsenal en la Gran Revuelta Árabe y durante la Segunda Guerra Mundial.

#### Ejército Árabe de Liberación

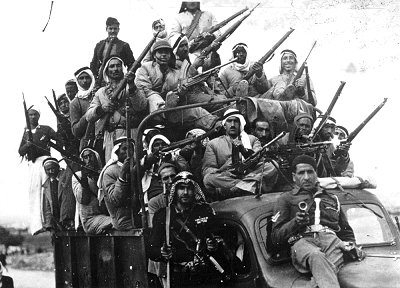
Voluntarios árabes en Palestina, 1947

El Ejército Árabe de Liberación (Jaysh al-Inqadh al-Arabi) fue puesto en marcha por la Liga Árabe. Contaba con alrededor de 6000 voluntarios, la mayoría de ellos procedentes de países árabes, y estaba dirigido por Fawzi al-Qawuqji.

#### Transjordania
El ejército transjordano, denominado Legión Árabe, había sido fundado por Frederick Peake (Peake Pasha) como una unidad del ejército británico. Al obtener la independencia la zona bajo la égida de la dinastía hachemita, pasó a depender del nuevo estado. Era la única fuerza realmente efectiva de los ejércitos árabes. Armados, entrenados y dirigidos por oficiales británicos, los 8000 soldados transjordanos contaban con el apoyo de 40 piezas de artillería y 75 vehículos armados. En enero de 1948, se incorporaron 3000 soldados más.

#### Irak
En 1948 Irak tenía un ejército de 21 000 hombres y una fuerza aérea de 100 aviones, la mayoría británicos. Los iraquíes se comprometieron enviar 5000 hombres, aunque finalmente llegaron a los 18 000.

#### Egipto
En 1948 Egipto estaba capacitado para enviar a un máximo de 40 000 soldados, aunque inicialmente enviaron a 10 000 hombres bajo las órdenes de Ahmed Ali al-Mwawi. La fuerza aérea egipcia contaba con alrededor 54 aviones. Tras la segunda tregua, los egipcios enviaron a cerca de 20 000 soldados en trece batallones equipados con 135 carros de combate y 90 piezas de artillería.

#### Siria
Siria tenía 12 000 soldados al comienzo de la guerra. La fuerza aérea siria contaba con 50 aviones, 10 de ellos modelos de la Segunda Guerra Mundial.

#### Líbano
El ejército libanés era el más pequeño de los ejércitos árabes, contaba con solo 3500 efectivos.

#### Arabia Saudí y Yemen
Arabia Saudí envió un contingente de entre 800 y 1200 soldados, bajo la dirección del ejército egipcio. Yemen envió también un indeterminado número de hombres.

### Fuerzas británicas en Palestina
Alrededor de 100 000 soldados británicos estaban desplegados en Palestina.

## Fases de la guerra

### 29 de noviembre de 1947-1 de abril de 1948
El día siguiente de la resolución 181 de la ONU siete judíos fueron asesinados por árabes en tres incidentes distintos: a las ocho de la mañana tres árabes atacaron un bus que hacía el trayecto Netanya-Jerusalén, matando a cinco pasajeros judíos. Media hora después, un nuevo ataque en un autobús causaba un nuevo muerto. Hubo un nuevo asesinato de un hombre de 25 años en Jaffa, donde algunos hablaban de asesinatos de árabes por parte de judíos. También hubo incidentes en las cárceles.
En Jerusalén el Supremo Comité Árabe proclamó una huelga general de tres días, hasta el jueves 2 de diciembre que debía ser seguida de una demostración de fuerza en la plegaria del viernes. La sentencia del Comité incluía ocho resoluciones, la última de las cuales exigía al gobierno británico la cesión inmediata de Palestina al pueblo árabe. Los ataques se intensificaron y el 11 de diciembre, el corresponsal de The Times en Jerusalén estimó el número de muertos en unos 130, de los cuales cerca de 70 eran judíos, 50 árabes y 4 británicos.
Con el paso del tiempo creció la violencia entre los contendientes. Incursiones, bombardeos y diversos ataques que entre noviembre de 1947 y febrero de 1948 habían ocasionado más de setecientos muertos y mil ochocientos heridos entre todos los bandos. Las fuerzas se organizaron cada vez mejor. La Legión Árabe atacó un convoy de autobuses civiles judíos el 14 de diciembre y el 18 las fuerzas de la Haganá se movieron de sus posiciones fortificadas en los kibutz atacando el poblado de Al-Khisas. Tres semanas más tarde comenzaron a formarse milicias árabes de  guerrilla para luchar contra las fuerzas judías. El mayor grupo lo conformó el Ejército Árabe de Liberación, creado por la Liga Árabe y comandado por el nacionalista árabe Fawzī al-Qawuqjī. En enero y febrero milicias guerrilleras árabes atacaron comunidades judías del norte de Palestina, aunque sin conseguir ningún resultado.
Los árabes concentraron sus esfuerzos en cortar la comunicación de las zonas hebreas con las zonas de población mixta. Mientras, la Haganá se aprovisionaba de armas provenientes de Checoslovaquia.

### 1 de abril de 1948-15 de mayo de 1948
Las fuerzas judías demostraron ser militarmente más fuertes de lo que imaginaron los árabes y para mayo ya atacaban aldeas y ciudades árabes, especialmente aquellas que controlaban el camino a poblaciones judías aisladas.
El camino a Jerusalén fue obstaculizado por soldados árabes que se encontraban apostados en las aldeas que lo rodeaban y la ciudad estaba bajo sitio árabe. Numerosos convoyes judíos que proporcionaban alimentos y otras necesidades a la ciudad fueron atacados. En la operación Najshón, la Haganá continuó los ataques contra las fuerzas árabes y abrió temporalmente el camino a Jerusalén (20 de abril).
Alguna de las aldeas cercanas a Jerusalén fueron atacadas y devastadas por los judíos. Tal fue el caso del ataque a Deir Yassin, conducido por las fuerzas de Irgún y Lehi -con armas facilitadas por la Haganah- en el que se calcula que murieron entre 107 y 120 árabes, muchos de ellos no combatientes.
No obstante, estas actuaciones fueron denunciadas por Ben-Gurión, que pretendía distanciar a la Haganá de los atacantes. Estos ataques, exagerados por la prensa y los políticos árabes (que buscaban influir en los países árabes limítrofes para provocar una invasión) tuvieron el efecto contrario de provocar pánico en los árabes, y muchos de ellos optaron por huir. Igualmente, los ataques árabes contra judíos también se recrudecieron: así, el 13 de abril los árabes atacaron un convoy médico que iba de camino al hospital Hadasa en el que cerca de 77 doctores, enfermeros y otros civiles judíos fueron asesinados.
En el período comprendido entre abril y mayo, las fuerzas judías, mediante el Plan Dalet (cuyo objetivo primordial era lograr una continuidad territorial en lo que sería el futuro Estado judío), lograron conquistar varios poblados árabes; y ciudades mixtas tales como Tiberíades, Haifa, Safed, Beit She'an, Jaffa y Acre, provocando al mismo tiempo la huida de gran parte de las poblaciones árabes que allí habitaban. Al mismo tiempo el Yishuv pudo obtener por diversos medios una suma importante de nuevas armas provenientes del exterior, principalmente de Checoslovaquia.
Mientras tanto, se sucedían frenéticos contactos diplomáticos entre las partes. El 10 de mayo Golda Meir representó al yishuv en la última de una serie de reuniones secretas entre judíos y el rey transjordano Abdullah. A raíz de estas reuniones, durante meses existió un acuerdo tácito entre sionistas y transjordanos por el cual se impediría la creación de un estado árabe-palestino, siendo Transjordania quien controlaría el territorio árabe. Sin embargo, en la reunión del 10 de mayo el rey Abdullah ofreció la autonomía del yishuv a los judíos, pero única y exclusivamente bajo dominio de un agrandado reino hachemita, cosa que los judíos consideraron inaceptable. 
El 13 de mayo la Liga Árabe acordó enviar tropas a Palestina cuando el Mandato Británico expirara y el rey Abdullah fue designado comandante en jefe de las fuerzas armadas árabes.

### 15 de mayo de 1948-11 de junio de 1948

Ataques 15 de mayo-10 de junio de 1948.

El Mandato Británico en Palestina expiró el 15 de mayo, si bien el futuro primer ministro israelí, David Ben-Gurión, declaró la independencia el 14, reconocida rápidamente por la Unión Soviética, Estados Unidos y otros países.
En los días siguientes a la declaración de independencia del Estado de Israel, aproximadamente 1000 libaneses, 5000 sirios, 5000 iraquíes y 10 000 soldados egipcios invadieron al recién creado estado. Cuatrocientos soldados transjordanos, por su parte, ayudados por voluntarios sirios, libios y yemeníes invadieron el corpus separatum, rodeando Jerusalén y sus alrededores.
En un cablegrama oficial del secretario general de la Liga Árabe al secretario general de la ONU el 15 de mayo de 1948, los estados árabes aseguraron que su objetivo era crear un único estado árabe en Palestina, en lugar de lo acordado por la resolución 181 que proponía la creación de un estado árabe y otro judío. 
Israel, Estados Unidos y los soviéticos calificaron la entrada de los ejércitos árabes en Palestina como una agresión ilegal. El secretario general de la ONU, Trygve Lie, aseveró que aquella era «la primera agresión armada desde el final de la Segunda Guerra Mundial».
El 26 de mayo de 1948 se constituyeron las Fuerzas de Defensa de Israel (IDF), quedando unificadas las fuerzas paramilitares de la Haganá, Palmaj, Lehi e Irgún.
Conforme iba avanzando la guerra, las IDF iban incrementando su número de efectivos: en julio de 1948 contaban con 63 000 efectivos; en la primavera del año siguiente, éstos ascendían a 115 000. Los árabes contaban, por su parte, con 40 000 soldados en julio de 1948, 55 000 en octubre del mismo año y un poco más el año siguiente.
La aviación israelí fue puesta bajo el control del Sherut Avir, el servicio aéreo en noviembre de 1947. Inicialmente, las operaciones aéreas partían del pequeño aeropuerto civil de Sde Dov en Tel Aviv. El 10 de mayo de 1948 Sherut Avir cambió su nombre por el de Fuerza Aérea Israelí.
Al comienzo de la guerra, la primera misión de las IDF fue la de impedir el avance árabe hasta que llegaran refuerzos y armas. La mayor lucha fue librada a medio camino entre Jerusalén y Tel Aviv entre soldados transjordanos y fuerzas israelíes. Abdullah ordenó a Glubb Pasha, comandante transjordano, entrar en Jerusalén. Así, entre el 19 de mayo y el 28 de mayo se libraron duros ataques. Los árabes tuvieron éxito y expulsaron a las fuerzas israelíes tanto de los barrios árabes como del barrio judío en la ciudad vieja de Jerusalén. Todos los habitantes judíos de la ciudad vieja fueron expulsados por los transjordanos. Mientras, las tropas iraquíes fracasaban atacando a los asentamientos israelíes y tomaron posiciones defensivas alrededor de Yenín, Nablús y Tulkarem.
El 24 de mayo de 1948 fuerzas judías en el área de Latrún atacaron a la Legión Árabe en la operación Bin-Nun A. El 1 de junio de 1948 repetían la operación bajo el nombre de Bin-Nun B. Ambos ataques fallaron y las fuerzas israelíes sufrieron numerosas bajas.
En el norte, el ejército sirio era bloqueado en el kibutz Degania por colonos. En el sur, un ataque egipcio permitió entrar en varios kibutz, pero fueron repelidos cerca de Ashdod.
Las fuerzas israelíes no sólo controlaban el territorio que les asignó la ONU, sino que conforme iba avanzando la guerra lo ampliaron.

### Primera tregua (11 de junio de 1948-8 de julio de 1948)
La ONU, gracias a la mediación de Folke Bernadotte, declaró una tregua el 29 de mayo, pero esta no tuvo efectos hasta el 11 de junio, durando 28 días. Se declaró, además, un embargo de armas con el objetivo de impedir el rearme tanto de israelíes como de árabes. 
Durante el cese del fuego Bernadotte presentó un nuevo plan de partición que otorgaba Galilea a los judíos y el desierto del Néguev a los árabes, pero ambas partes lo rechazaron. 
Durante la tregua, la balanza de poder se tornaría en favor de las fuerzas israelíes: en ella, sus tropas lograrían reclutar más soldados, entrenarse, reorganizarse y, por encima de todo, rearmarse. Las fuerzas árabes, en cambio, no lograron reforzar sus unidades de primera línea.
El 8 de julio terminó la tregua: el general egipcio Muhammad Naguib atacaba posiciones israelíes.

### 8 de julio de 1948 – 18 de julio de 1948
En los diez días que transcurrieron entre la primera y la segunda tregua tuvieron lugar distintas operaciones ofensivas israelíes destinadas a capturar el territorio que había caído en manos de los árabes.

#### Operación Dani
Con el objetivo de conquistar el territorio árabe alrededor de Tel Aviv, el 11 de julio de 1948 los israelíes capturaron la ciudad de Lod y su aeropuerto, defendido por el ejército transjordano, milicias palestinas locales y el Ejército Árabe de Liberación, en la que los bombardeos (utilizados por primera vez en el conflicto) jugaron un papel esencial. El día siguiente, 12 de julio, Ramla caía también en manos israelíes.
El 15 y el 16 de julio los israelíes lanzaron una ofensiva para capturar el área de Latrún, pero no lo consiguieron. Los ataques se prolongaron hasta el 20 de julio.

#### Operación Dekel
Tuvo lugar en el norte. Así, el 16 de julio Nazaret fue tomada por los israelíes. El 18 de julio también lo fue toda la baja Galilea.

#### Operación Kedem
Se pretendía conquistar Jerusalén Oriental. Fue llevada a cabo el 8 de julio por los grupos paramilitares de Irgún y Lehi con la ayuda de la Haganá. Tras intensos combates, el 14 de julio lograron capturar la ciudad árabe de Malha, pero en el camino a la zona antigua de Jerusalén las fuerzas israelíes fueron repelidas.

### Segunda tregua (18 de julio de 1948-15 de octubre de 1948)
A las 19 horas del 18 de julio entró en vigor la segunda tregua del conflicto, después de los esfuerzos diplomáticos de la ONU.
El 16 de septiembre, Folke Bernadotte, mediador de la guerra designado por la ONU, propuso una nueva partición de Palestina. Su propuesta defendía la existencia de dos estados independientes. La propuesta contenía siete premisas básicas, que establecían la sustitución de la tregua por una paz formal o un armisticio, se debía reconocer al estado de Israel y se debía facilitar la vuelta de exiliados e indemnizar a los perjudicados con la guerra. Sin embargo, Bernadotte fue asesinado por el grupo Lehi al día siguiente de presentar su propuesta. Fue sustituido por Ralph Bunche y la propuesta de paz quedó en punto muerto.

### 15 de octubre de 1948-20 de julio de 1949
Entre el 15 de octubre y el 20 de julio Israel desarrolló una serie de operaciones militares destinadas a expulsar a los ejércitos árabes y asegurar las fronteras de Israel, logrando expulsar a los ejércitos sirio, libanés e iraquí de toda Galilea y al ejército egipcio de todo el desierto del Neguev, consolidando al mismo tiempo sus posiciones en la parte occidental de Jerusalén y las zonas cercanas al centro del país.
El 24 de octubre, las Fuerzas de Defensa Israelíes lanzaron la operación Hiram y capturaron toda la zona superior de Galilea, expulsando definitivamente al Ejército Árabe de Liberación y el ejército libanés hacia el interior del Líbano. La ofensiva militar resultó en un éxito rotundo hacia el final del mes, ya que Israel no solo logró capturar toda la región de Galilea, sino que además logró penetrar ocho kilómetros en el interior del territorio libanés hasta el río Litani. 
El 15 de octubre, respondiendo a las constantes violaciones de la tregua por parte de Egipto, las fuerzas israelíes lanzaron la operación Yoav en el norte del Néguev. El objetivo de la operación consistía en abrir un cerco separador entre las unidades del ejército egipcio ubicadas entre la costa y la ruta Beersheva-Hebrón-Jerusalén, para finalmente lograr la definitiva conquista de todo el desierto del Néguev. La operación fue dirigida por el comandante del Distrito Sur del Tzahal, Yigal Alón. Durante el transcurso de la operación se obtuvo un éxito inmenso en lograr las metas prefijadas al derrotar en las batallas al ejército egipcio y conseguir que se retirara del norte del Néguev, principalmente de Beersheva y Ashdod. El 22 de octubre los comandos de la recién creada marina israelí consiguieron en su primera misión hundir el buque insignia egipcio Amir Faruk.
El 22 de diciembre unidades del ejército israelí expulsaron o aniquilaron a las remanentes fuerzas egipcias que todavía operaban en el sur de Israel, lanzando para este fin la operación Horev (también llamada «operación Diez Plagas»). El objetivo primordial de la incursión era el de limpiar toda la región del Néguev de cualquier presencia egipcia, destruyendo cualquier amenaza militar contra Israel y sus poblados del sur, forzando al mismo tiempo a una retirada del ejército egipcio y presionando a su gobierno a aceptar un cese al fuego.
La operación en cuestión finalizó con una decisiva victoria israelí, mientras que los ataques de las fuerzas israelíes sobre Nitzana en la Franja de Gaza y la penetración en el interior de la Península del Sinaí forzaron al ejército egipcio, que estaba estacionado en esos territorios, a retirarse desordenadamente y aceptar un cese al fuego. El 7 de enero se dio comienzo formal a la tregua. Israel se vio obligado, por la presión internacional, a retirarse de Gaza, el Sinaí y el sur libanés, hasta las fronteras internacionales previas a la guerra. 
El 5 de marzo fue lanzada la operación Uvda («operación Hecho»). El 10 de marzo los israelíes tomaron Umm Rashrash (donde fue construida posteriormente la ciudad turística de Eilat) sin batalla. La Brigada Neguev y la Brigada Golani realizaron la mayor parte de la operación, cuyos soldados alzaron la bandera israelí sobre el territorio y se apoderaron formalmente de Umm Rashrash para Israel.

#### Resolución de la ONU 1948
En diciembre de 1948, la Asamblea General de las Naciones Unidas aprobó la Resolución 194 que reconocía (entre otras cosas) el derecho de los refugiados a regresar a sus hogares.

#### Caso de los aviones británicos
En la mañana del 7 de junio de 1949, pocas horas antes de que se aplicara el cese al fuego definitivo, cuatro aviones británicos Spitfire del Escuadrón 208 de la RAF, en un vuelo rutinario de reconocimiento sobre el área de Deir al-Balah, en el centro de la Franja de Gaza, pasaron repentinamente en vuelo rasante sobre un convoy militar israelí que había sido atacado anteriormente por la fuerza aérea egipcia (que había destruido tres vehículos israelíes). Los soldados israelíes de infantería confundieron a los aparatos británicos con aviones egipcios que se preparaban para una nueva ofensiva, por lo que procedieron a lanzar fuego antiaéreo contra los mismos, derribando a uno de ellos en el acto. Los tres aviones restantes fueron derribados por una patrulla de aviones israelíes P-51 de la recientemente creada FAI, conducidos por voluntarios provenientes de Canadá y Estados Unidos. Al día siguiente, otros cuatro aviones Spitfire británicos del mismo escuadrón que buscaban a los aviones desaparecidos de su unidad, fueron atacados por cuatro aviones israelíes que custodiaban la zona, siendo derribado en el suceso uno de los aviones británicos y resultando otro seriamente dañado por el joven piloto israelí Ezer Weizmann. Hubo otro enfrentamiento entre aviones británicos e israelíes el 20 de noviembre de 1948 cuando un aparato del Escuadrón 13 Mosquito de la RAF realizaba una reconocimiento fotográfico sobre el espacio aéreo del sur de Israel y fue destruido por un piloto israelí que conducía un avión P-51. Ante esta ola de sucesos, sospechando que la RAF intervenía en favor de los derrotados egipcios tratando de atemorizar a los israelíes para que no se adentraran más en el Sinaí, la oposición del Parlamento Británico protestó contra el gobierno del Reino Unido por su intervención directa en la guerra en favor de los Estados árabes.

## Fin de la guerra

### Armisticios de 1949
En 1949 Israel firmó armisticios con Egipto el 24 de febrero, con Líbano el 23 de marzo, con Transjordania el 3 de abril y con Siria el 20 de julio. Tras la contienda, Israel aumentó su territorio en cerca de un 23 % más de lo asignado inicialmente por las Naciones Unidas. La franja de Gaza y Cisjordania fueron ocupadas por Egipto y Transjordania respectivamente.
El último acuerdo firmado entre Israel y Siria puso fin a la guerra. Israel había resultado vencedor. Los judíos no solo se mantenían en la zona que les fue concedida en el plan de partición de 1947, sino que la ampliaron en 5728 kilómetros cuadrados, imponiendo su dominio sobre 20 850 kilómetros cuadrados de superficie.

### Víctimas

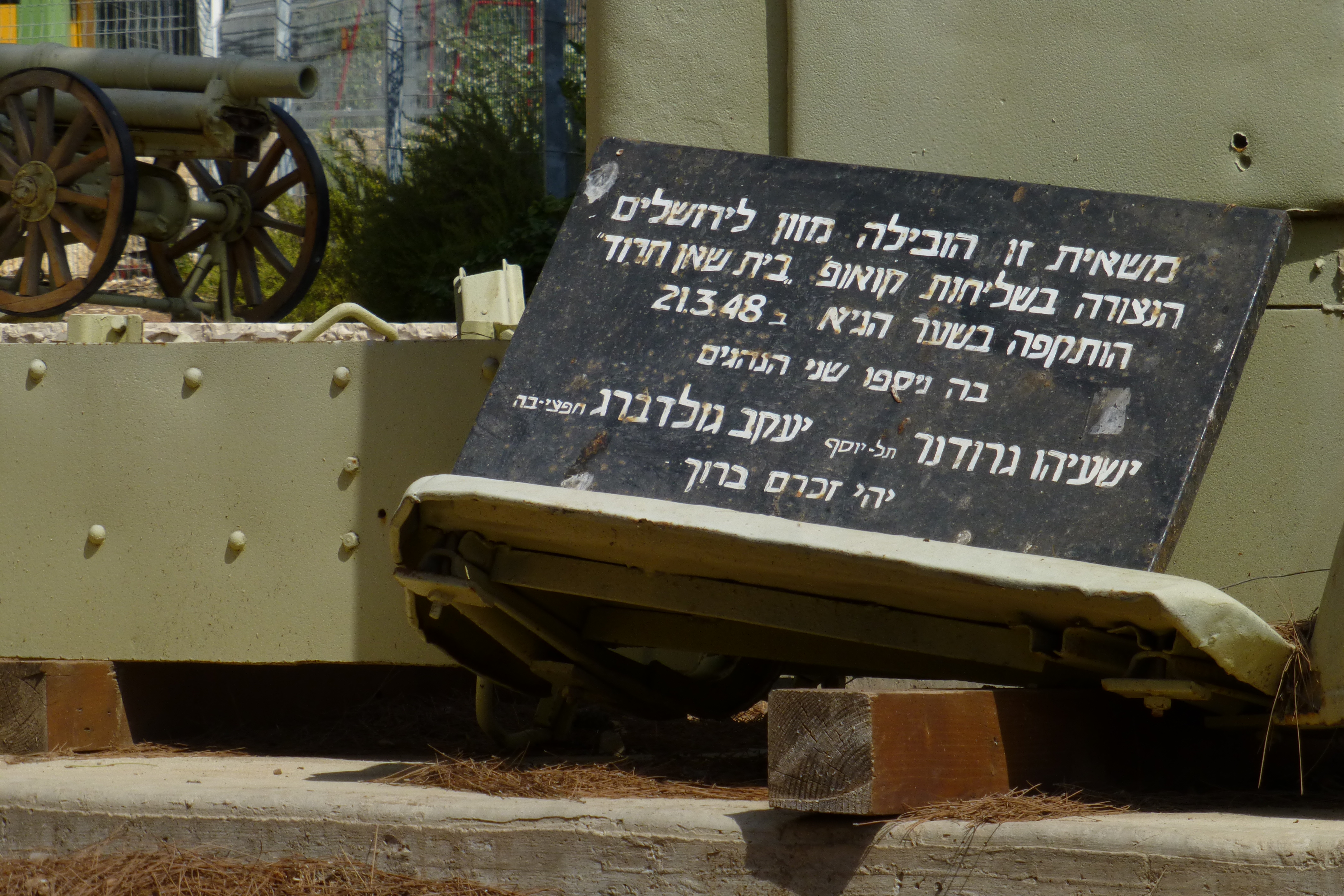
Placa conmemorativa a dos caídos, Yeshayahu Grudner y Yaakov Goldberg

Israel perdió cerca del 1 % de su población total: 6373 personas. Alrededor de 4000 eran soldados y el resto civiles.
El número exacto de pérdidas árabes no se conoce, pero se estima que puede rondar entre los 10 000 y los 15 000.

### Historia
- Aloni, Shlomo (2001). Arab-Israeli Air Wars 1947–82. Osprey Publishing. ISBN 978-1-84176-294-4
- Beckman, Morris (1999). The Jewish Brigade: An Army With Two Masters, 1944–45. Sarpedon Publishers. ISBN 978-1-86227-423-5
- Ben-Ami, Shlomo (2006). Scars of War, Wounds of Peace: The Israeli-Arab Tragedy. Oxford University Press. ISBN 978-0-19-518158-6
- Benvenisti, Meron (2002). Sacred Landscape. University of California Press. ISBN 978-0-520-23422-2
- Flapan, Simha (1987), 'The Birth of Israel: Myths and Realities', Pantheon Books, New York.
- Gilbert, Martin (1976). The Arab-Israeli Conflict: Its History in Maps Weidenfeld & Nicolson. ISBN 978-0-297-77241-5
- Landis, Joshua. "Syria and the Palestine War: fighting King 'Abdullah's 'Greater Syria plan.'" Rogan and Shlaim. The War for Palestine. 178–205.
- Masalha, Nur (1992). Expulsion of the Palestinians: The Concept of 'Transfer' in Zionist Political Thought, 1882–1948, Institute for Palestine Studies, ISBN 978-0-88728-235-5
- Pappe, Ilan (2006), The Ethnic Cleansing of Palestine, Oneworld Publications, Oxford, England, ISBN 978-1-85168-467-0
- Reiter, Yitzhak, National Minority, Regional Majority: Palestinian Arabs Versus Jews in Israel (Syracuse Studies on Peace and Conflict Resolution), (2009) Syracuse Univ Press (Sd). ISBN 978-0-8156-3230-6
- Sheleg, Yair (2001). A Short History of Terror Haaretz.
- Zertal, Idith (2005). Israel's Holocaust and the Politics of Nationhood. Cambridge: Cambridge University Press. ISBN 978-0-521-85096-4

### Ficción
- The Hope de Herman Wouk, una novela histórica que incluye una parodia ficticia sobre el final de la guerra árabe-israelí de 1948.
- La Sombra de un Gigante, película protagonizada por Kirk Douglas que cuenta la historia del coronel Marcus, el primer general del ejército israelí.
- La Promesa, serie británica de la BBC que narra los sucesos que desencadenaron la guerra árabe-israelí de 1948.
- Éxodo, película estadounidense protagonizada por Paul Newman que trata sobre el proceso de creación del Estado de Israel.
- Miral, película del director estadounidense Julian Schnabel, que narra la expulsión de los habitantes palestinos durante la guerra árabe-israelí de 1948.

### En YouTube
- Preámbulo de la Guerra Árabe-israelí de 1948 (documental) en YouTube.
- Filmograbaciones sobre la Guerra Árabe-israelí de 1948 (desde la vista israelí pro-independentista) en YouTube.
- Conferencia 'Historia del Estado de Israel' por el Prof. Mario Sznajder (1:43:27) en YouTube.
- Cómo empezó el conflicto entre israelíes y palestinos | BBC Mundo en YouTube.

### En medios de prensa
- «I Have Returned». Time Magazine. 15 de marzo de 1948. Archivado desde el original el 3 de julio de 2007. Consultado el 31 de octubre de 2009.
- «War for Jerusalem Road». Time Magazine. 19 de abril de 1948. Archivado desde el original el 30 de septiembre de 2007. Consultado el 31 de octubre de 2009.

- Datos: Q49092
- Multimedia: 1948 Arab-Israeli War / Q49092